# Szopki krakowskie

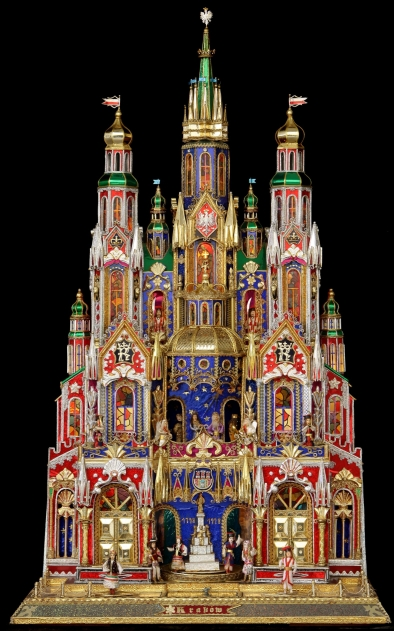
Szopka krakowska, Bronisław Pięcik, MHK, 1998

Szopki krakowskie – bogato zdobione, wielowieżowe sceny o architekturze nawiązującej do zabytków Krakowa, przedstawiające misterium Bożego Narodzenia. Krakowskie szopkarstwo znajduje się na Liście reprezentatywnej niematerialnego dziedzictwa kulturowego ludzkości UNESCO oraz Krajowej liście niematerialnego dziedzictwa kulturowego.

## Historia
Zwyczaj inscenizowania figuralnych przedstawień ukazujących wydarzenia związane z narodzeniem Chrystusa wywodzi się z kultu żłóbka betlejemskiego, który sięga wczesnego średniowiecza. Upowszechnienie się takich widowisk w całej Europie nastąpiło w XIII wieku, za sprawą świętego Franciszka, który w 1223 roku, wykorzystując naturalną scenerię i zwierzęta, ukazał w „żywych obrazach” historię narodzin Chrystusa. Przedstawienia te – zwane w Polsce jasełkami – organizowane były w kościołach i klasztorach (zwłaszcza tych opartych na regule franciszkańskiej). Na tle dekoracji ze skałami i grotami ustawiano żłóbek oraz rzeźbione w drewnie figurki Dzieciątka, Matki Boskiej, św. Józefa, pastuszków, zwierząt, Trzech Królów i inne. Poszczególne zakony rywalizowały ze sobą, starając się uatrakcyjnić przedstawiane misterium m.in. przez rozbudowę dekoracji i wprawianie w ruch poszczególnych figurek, zwiększanie ich liczby, a także przez wprowadzanie do przedstawień postaci świeckich, niezwiązanych z tradycją ewangeliczną. Pojawiła się cała galeria egzotycznych postaci: Arabowie, Persowie, Murzyni, karawany, wielbłądy itd. Dekorację tworzyły orientalne ruiny i południowa roślinność.
W XVI wieku pojawiła się w Polsce wędrowna forma przedstawień jasełkowych (lalkowych lub aktorskich), a w kolejnym stuleciu do uniwersalnych dotąd widowisk zaczęto wprowadzać akcenty specyficznie polskie, o patriotycznej wymowie. Pojawiły się postaci bohaterów narodowych: króla Jana III Sobieskiego, hetmana Czarnieckiego, a także przeora Kordeckiego i husarzy, a tekst przedstawienia coraz bardziej przesycał się świeckimi intermediami.
W 1736 roku władze kościelne w osobie biskupa Teodora Czartoryskiego zakazały wystawiania szopek w kościołach, głównie wskutek ich zbyt rozrywkowego i świeckiego charakteru, który nie przystawał do miejsca, a także na skutek tumultów, jakie widowiska te wywoływały. Zezwolono jedynie na wystawianie samego żłobka ze statycznymi figurkami. Zabronione w kościołach, przedstawienia nie tylko przetrwały na ulicach, organizowane przez służbę kościelną, żaków czy młodzież rzemieślniczą, ale bujnie się rozwinęły. Na przełomie XVIII i XIX wieku upowszechniła się przenośna forma przedstawień, odgrywanych na scence będącej drewnianym budynkiem z szerokim wysuniętym do przodu proscenium. Sam budynek w swej architekturze nawiązywał do pałaców, ratuszy lub dworków. Zwyczaj chodzenia z takimi szopkami w pierwszej połowie XIX wieku poświadcza w swych pamiętnikach Ambroży Grabowski. Architektura obnoszonych szopek, zapewne na skutek rywalizacji poszczególnych zespołów, stopniowo się udoskonalała. O procesie tym świadczy rysunek zamieszczony w „Tygodniku Ilustrowanym” z roku 1862. Szopka na nim prezentowana ma postać piętrowego budynku nakrytego kopułą z dwiema wieżami zegarowymi po bokach. Między parterowymi przybudówkami ulokowane jest częściowo obudowane proscenium, na którym znajdują się kukiełki. O popularności grup kolędniczych obnoszących szopki po domach przesądzała jednak nie tylko architektura budynku czy artyzm kukiełek, ale także atrakcyjność tekstów. Teksty te, choć oparte na dramacie liturgicznym, uzupełniane były o wątki i postaci związane z bieżącymi wydarzeniami.
Schyłek XIX wieku przyniósł wzrost zainteresowania folklorem, co zaowocowało pojawieniem się nielicznych jeszcze wówczas publikacji o aspiracjach naukowych z dziedziny etnografii. W kręgu badań znalazły się również zagadnienia związane z obyczajami i obrzędami towarzyszącymi chodzeniu z szopką. Urodzony w Krakowie folklorysta Szymon Gonet w roku 1902 opublikował w 9. tomie „Ludu” artykuł pt. Widowiska w czasie świąt Bożego Narodzenia, w którym przedstawił m.in. teksty dialogów wygłaszanych przez młodzież w czasie „chodzenia z Dorotą” i „chodzenia z Heródami” w rejonie Suchej Beskidzkiej. W roku 1910, w 16. tomie „Ludu”, ukazał się z kolei artykuł krakowskiego nauczyciela Władysława Kosińskiego pt. Widowiska świąteczne w Makowie, Kalwarii i Zebrzydowicach, w którym obok przytoczonych tekstów wygłaszanych podczas „Dorot”, „Heródów”, „Staszków” i „Pastuszków”, znajdujemy również opis bożonarodzeniowych szopek z omawianego regionu. Publikacje te uwidoczniły wzajemne związki, inspiracje i przenikanie się krakowskiej tradycji chodzenia z szopką z jej odpowiednikami w bliższych i dalszych okolicach miasta. W latach dwudziestych XX wieku jedną z takich podkrakowskich szopek eksponowano w Muzeum Etnograficznym na Wawelu. Była ona wykonana z drewnianych listewek osadzonych na desce i oklejona kolorowym papierem o barwach czerwonej, żółtej i różowej. Szopka miała 63 cm szerokości i 73 cm wysokości, zachowując wierność trójelementowemu kanonowi fasady kościelnej.

### Szopka krakowska

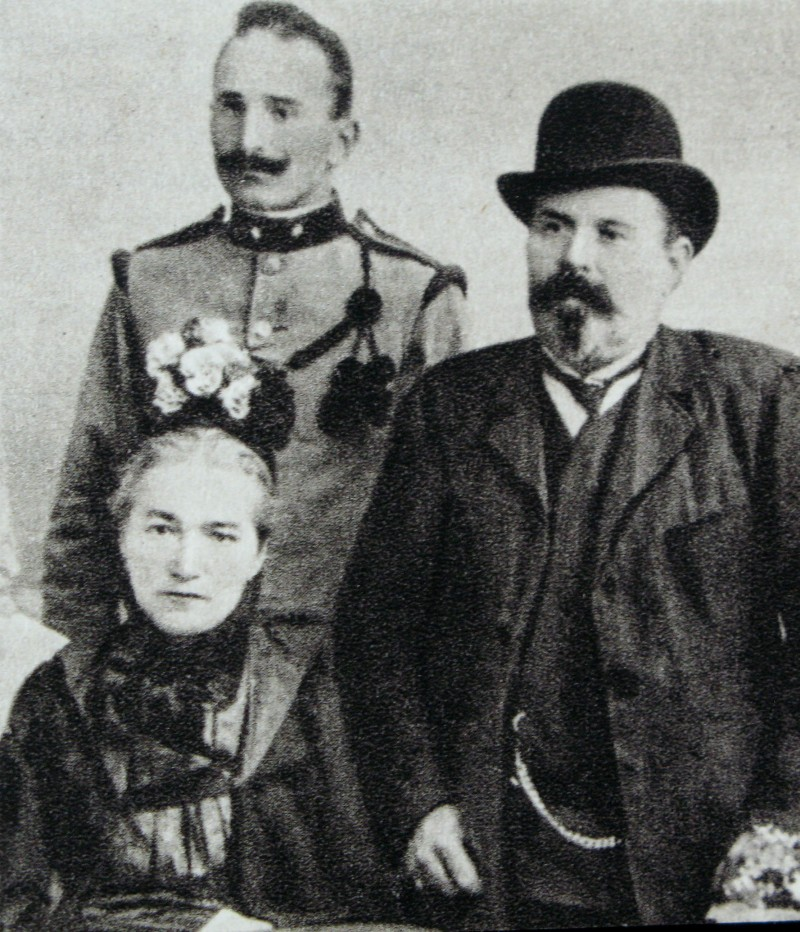
Leon (młodszy) i Michał Ezenekierowie

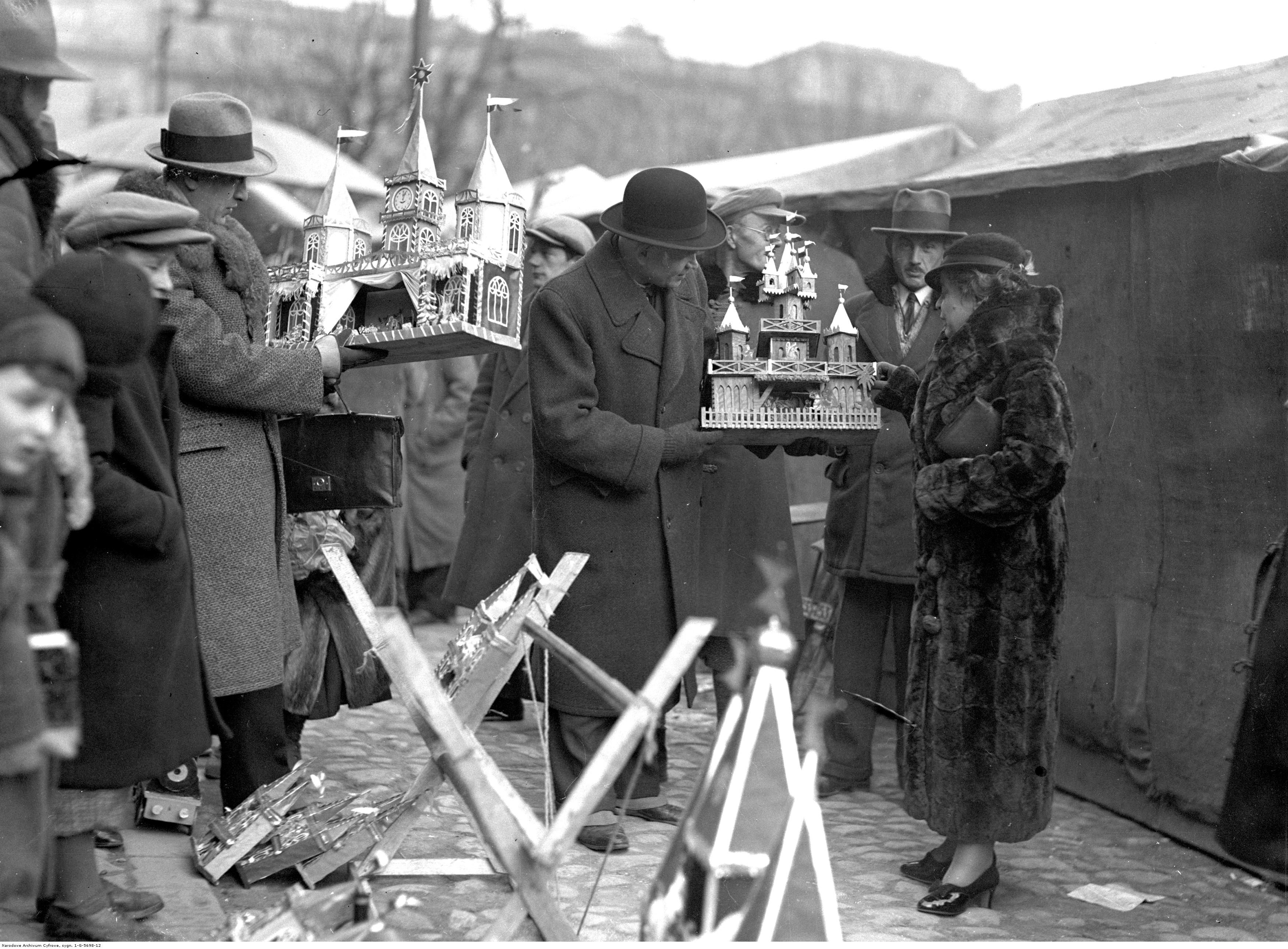
Uliczni sprzedawcy prezentujący szopki. Kraków, okres międzywojenny

W II połowie XIX wieku wykształciły się cechy architektoniczne wyraźnie odróżniające szopki wykonywane w Krakowie od innych. Wpłynęły na to wzorce zabytkowych krakowskich budowli: głównie kościołów. Stylowa różnorodność krakowskich zabytków dostarczała twórcom bogatego źródła inspiracji. Wykształciła się szopka w formie smukłej budowli z dominującymi wieżami. Twórcami tej oryginalnej formy byli murarze i pracownicy budowlani z przedmieść Krakowa: Krowodrzy, Zwierzyńca, Czarnej Wsi, Grzegórzek, Ludwinowa. Sezonowość ich zawodu, sprzyjała szukaniu dodatkowych źródeł zarobku w okresie jesienno-zimowym, kiedy prace murarskie nie są prowadzone.
Wykonywali oni szopki w dwóch rozmiarach:
- małe, o figurkach nieruchomych – przeznaczone na sprzedaż.
- duże, będące przenośnymi teatrzykami przeznaczonymi do odgrywania przedstawień kukiełkowych – do obnoszenia po domach przez zespoły kolędnicze. Ten typ szopek jest całkowicie unikatowy i występował wyłącznie w Krakowie[5].

Twórcą najbardziej dojrzałej architektonicznie formy był Michał Ezenekier – murarz i kaflarz z Krowodrzy. Stworzona przez niego szopka stanowi do dziś wzór i swoisty kanon. W zbiorach muzealnych zachowała się jedna szopka Ezenekiera, pochodząca z lat 80. XIX wieku. O dziele tym, uznawanym za wzór kunsztu, proporcji i funkcjonalności, mówi się czasem „szopka matka”. Michał Ezenekier, wraz ze swym zespołem kolędniczym, w skład którego wchodził też jego syn Leon, specjalizujący się w rzeźbieniu figurek, obnosił swe szopki od 1864 roku, aż do I wojny światowej, która zakończyła złoty okres szopki krakowskiej. Podczas wojny władze austriackie zakazały kolędowania z szopkami. Mistrzowie powymierali lub rozproszyli się po świecie.
W okresie dwudziestolecia międzywojennego, miłośnicy tradycji szopkarskich zaczęli podejmować próby ożywienia szopkarskiej tradycji. Z uwagi na nowy kontekst kulturowy i społeczny, m.in. konkurencję kina i nowych form rozrywki, nie było to zadanie łatwe. W roku 1923, z inicjatywy dyrektora Archiwum Akt Dawnych miasta Krakowa, Ludwika Strojka w Muzeum Przemysłowym w Krakowie zaczęto odgrywać tradycyjne przedstawienia wykorzystując jako scenę specjalnie wykonaną szopkę wzorowaną na szopce Ezenekiera. Widowiska te urządzano przez sześć lat, co przyczyniło się do wskrzeszenia tradycji. Na przedmieściach Krakowa znów pojawiły się zespoły obnoszące szopki po domach. Jednakże w latach trzydziestych XX wieku poziom wykonywanych szopek bardzo się obniżył, a przede wszystkim zaczęły one tracić swój tradycyjny styl. Wykonywano prawie wyłącznie małe szopki, przeznaczone na sprzedaż. Spadek zainteresowania miał związek z kryzysem gospodarczym i konkurencją innych form rozrywki.

## Konkurs
By nie dopuścić do zaniku szopkarskiej tradycji, w 1937 roku z inicjatywy Jerzego Dobrzyckiego – wielkiego miłośnika krakowskich tradycji i zwyczajów – zorganizowano u stóp pomnika Adama Mickiewicza konkurs na najpiękniejszą szopkę krakowską. Rok później odbyła się druga edycja konkursu. W okresie okupacji hitlerowskiej konkursów nie organizowano, dopiero w grudniu 1945 roku przy zburzonym przez Niemców pomniku po raz trzeci pojawili się szopkarze. Od 1946 roku organizacją konkursu zajmuje się Muzeum Historyczne Miasta Krakowa. W 2017 roku odbyła się 75. edycja konkursu.
Konkurs wykreował nowy rodzaj szopki krakowskiej, umownie nazwany szopką konkursową. Poza nielicznymi wyjątkami, szopki te nie pełnią już swej pierwotnej funkcji – nie są scenkami dla odgrywania przedstawień, lecz przeznaczone są wyłącznie do kontemplacji estetycznej. Stąd też wysiłek twórców koncentruje się na doskonaleniu walorów architektonicznych, dekoracyjnych szopki, natomiast miejsce kukiełek zajęły figurki nieruchome, lub – od lat 60. wprawiane w ruch mechanizmami elektrycznymi.

## Szopki konkursowe

### Materiał
Podstawowy materiał, z którego wykonany jest szkielet samej konstrukcji to drewno lub sklejka. Wieże i mniejsze elementy architektoniczne wykonane są z tektury. Te dwa podstawowe tworzywa wyklejane są na zewnątrz barwną folią aluminiową – staniolem. Niektórzy szopkarze używają również barwnych blaszek. Z kolei ornamenty wykonane są najczęściej z wałeczków staniolu o różnych barwach. W ostatnich latach niektórzy szopkarze stosują staniol samoprzylepny.
Witraże dawniej wykonywano z papieru wyklejanego barwnym celofanem, w latach pięćdziesiątych stosowano szklane malowane szybki, a obecnie wykorzystuje się przezroczyste tworzywa sztuczne.
Oświetlenie elektryczne pojawiło się w szopkach w połowie lat sześćdziesiątych. W ostatnich dziesięcioleciach nasila się proces mechanizacji szopek, a obok elektrycznych mechanizmów pojawiają się też pozytywki grające kolędy.

### Architektura
Ponieważ szopka w żadnym wypadku nie jest modelem jednej budowli, lecz kompozycją elementów z kilku obiektów, zwykle dominują w niej formy z różnych epok stylowych. Elementem najbardziej charakterystycznym są strzeliste gotyckie wieże, renesansowe arkady i attyki oraz barokowe kopuły. Typowa szopka jest bryłą symetryczną o nieparzystej liczbie wież (3 lub 5 rzadziej 7) i dwóch lub trzech kondygnacjach. Iglice wież zwieńczone są albo wizerunkiem orła z godła Rzeczypospolitej, albo chorągwiami w barwach narodowych lub krakowskich biało-niebieskich. Kondygnacja parterowa najczęściej nawiązuje do fortyfikacji miejskich Krakowa: murów miejskich, Bramy Floriańskiej lub Barbakanu. Centralną część tej kondygnacji wypełnia nisza z figurkami świeckimi. Z kolei w środku pierwszej kondygnacji, która nawiązuje na ogół do Sukiennic, umiejscowiona jest nisza, w której przedstawiona jest scena Bożego Narodzenia.
Inne często spotykane motywy, to wieże kościoła Mariackiego i kopuły kaplicy Zygmuntowskiej na Wawelu, Wieża ratuszowa i różne krakowskie kościoły (m.in. św. Andrzeja). Pojawiają się również nawiązania do Teatru Słowackiego.
Szopkarze tacy jak Witold Głuch i Bronisław Pięcik odtwarzali w swych dziełach gotyckie ołtarze z kościołów Dominikanów, Franciszkanów i Bożego Ciała.

### Figurki
Figurki są wystrugane z drewna bądź wykonane z drutu i szmatek. Postaci umieszczane w szopkach krakowskich podzielić można na kilka kategorii:
- związane z klasycznym wątkiem jasełkowym, czyli Święta Rodzina, Trzej Królowie, anioły, pasterze (woły, osły, baranki), niekiedy towarzyszy im Śmierć, Diabeł, Żyd (Rabin), Anioł i Herod ze swoimi żołnierzami.
- należące do tzw. grup kolędniczych: maszkary zwierzęce (np. Turoń, koza), Kozak, dziadek proszalny, czarownica, przedstawiciele wędrownych zawodów (obraźnicy, niedźwiednicy, kataryniarze), „obcy” (Cyganie, Żydzi).
- Postaci w strojach regionalnych: Krakowiacy, Górale.
- Bohaterowie krakowskich legend: (Pan Twardowski, Lajkonik, Smok wawelski, hejnalista z wieży mariackiej).
- Postaci historyczne np. (Jan Długosz, Mikołaj Kopernik ks. Piotr Skarga Tadeusz Kościuszko, Bartosz Głowacki, Józef Piłsudski, Jan Paweł II).
- Postaci ze świata polityki (np. Lech Wałęsa, Aleksander Kwaśniewski).
- Inne, np. muzykanci, żandarmi, kwiaciarki krakowskie itp.

## Współcześni szopkarze

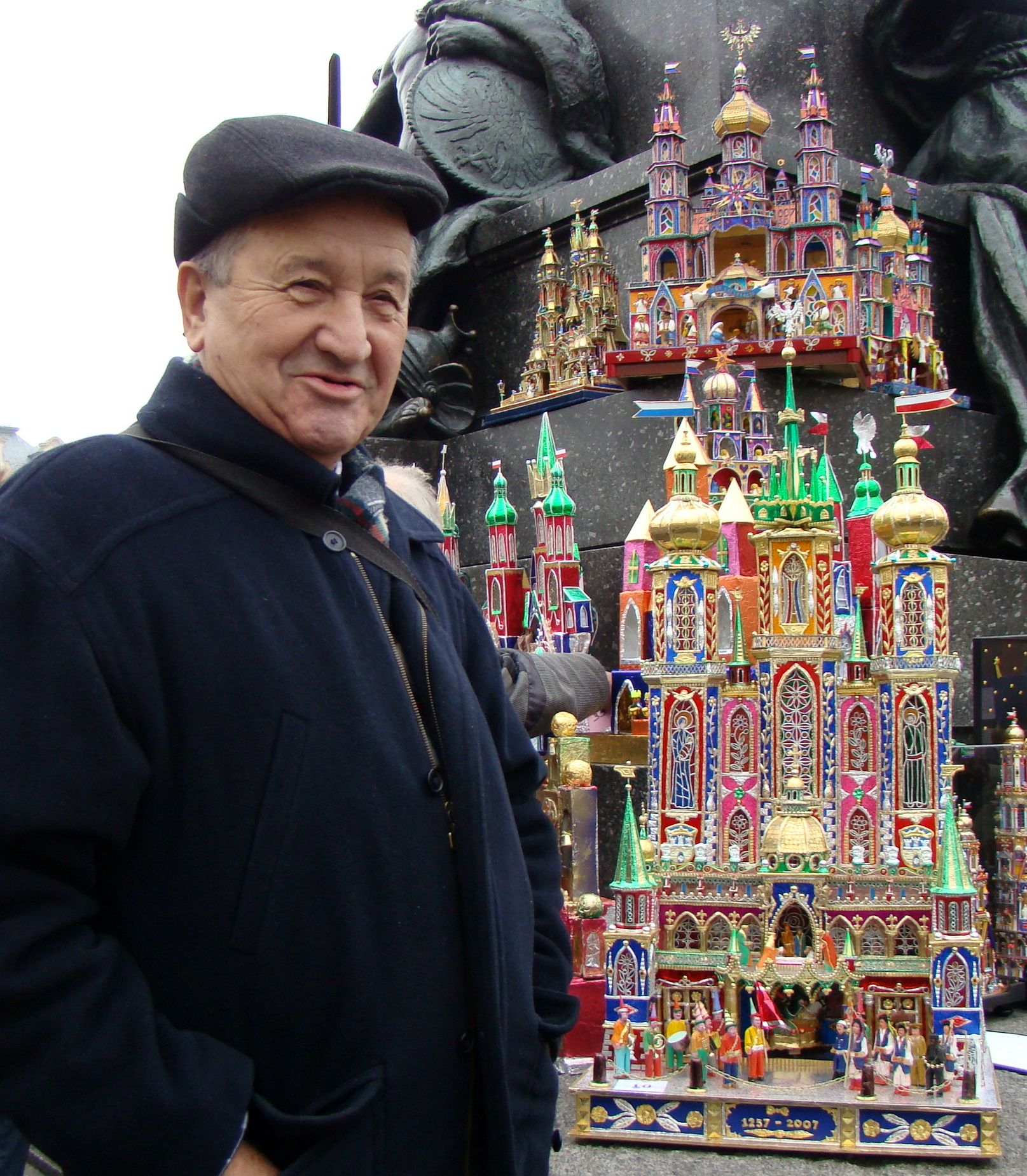
Roman Sochacki (2006)

Przed laty wykonawcami szopek byli głównie robotnicy budowlani. Obecnie szopkarskie tradycje kontynuują ludzie różnych zawodów, są wśród nich architekci, inżynierowie, a nawet lekarze.
W trakcie pierwszych konkursów w latach powojennych wyłoniła się grupa utalentowanych szopkarzy. Należeli do niej m.in. Franciszek Tarnowski, Zdzisław Dudzik, Antoni Wojciechowski, Antoni Ruta, Stefan Mitka, Jan Jędrszczyk, Władysław Turski, Wacław Morys, Ferdynand Solowski, Władysław Wiatr, Stanisław Guńkiewicz, Tadeusz Ruta. W latach 60. XX wieku pojawiły się nowe talenty specjalizujące się w szopkach dużych: Witold Głuch, Stanisław Paczyński, Zygmunt Grabarski, Bronisław Pięcik i Tadeusz Gillert. Do czołówki w kategorii szopek średnich weszli Ferdynand Sadowski i Roman Sochacki, a małych: Maciej Moszew, Jan Kirsz, Marian Dłużniewski, Antoni Wołek i Kazimierz Stopiński. Nagrody zdobywali również Włodzimierz Malik, Ryszard Kijak i Włodzimierz Łesyk. W latach 70. i 80. nagrody zdobywali m.in. Jan Malik, Zygmunt Grabarski, Kazimierz Wiatr i Tadeusz Żmirek. W kolejnych latach sukcesy odnosili Bronisław Pięcik, Leszek Zarzycki i Maciej Moszew, a także Andrzej Morański, Andrzej Nowicki, Kazimierz Stopiński, Roman Sochacki, Zbigniew Gillert (syn Tadeusza), Stanisław Malik (syn Włodzimierza), Wiesław Barczewski, Andrzej Borucki, Marian Dłużniewski, Lucyna Szopa, Paweł Nawała, Dariusz Czyż, Piotr Michalczyk, Józef Madej, Zygmunt Madej, Marek Głuch. Młode pokolenie reprezentują m.in. Marzena Krawczyk, Przemysław Kwieciński, Katarzyna Racka, Filip Fotomajczyk i Jakub Zawadziński.
Tradycja szopkarska przekazywana jest w niektórych rodzinach z pokolenia na pokolenie – Malików, Gillertów, Głuchów, a także wśród potomków Stanisława Paczyńskiego i Mariana Dłużniewskiego. Szopkarstwo jest także promowane wśród młodzieży w różnych krakowskich instytucjach – np. w Staromiejskim Centrum Kultury Młodzieży, gdzie kilkadziesiąt lat działała pracownia pod opieką Krzysztofa Pękalskiego
.

## Sukcesy krajowe i zagraniczne
Od 2014 r. krakowskie szopkarstwo znajduje się na Krajowej liście niematerialnego dziedzictwa kulturowego – znalazło się wśród pierwszych pięciu zjawisk wpisanych na tę listę. W 2018 r. zostało także wpisane jako pierwsze polskie zjawisko na Listę reprezentatywną niematerialnego dziedzictwa kulturowego ludzkości prowadzoną przez UNESCO.
Opiekę nad krakowskimi tradycjami szopkarskimi sprawuje Muzeum Historyczne Miasta Krakowa, które od 1946 roku organizuje doroczne konkursy, a od roku 1953 także pokonkursowe wystawy. Muzeum posiada największą na świecie kolekcję szopek (ponad 200 eksponatów), którą od wielu lat prezentuje na licznych wystawach krajowych i zagranicznych. Dużą kolekcję szopek krakowskich posiada również Muzeum Etnograficzne w Krakowie.
Dzięki konkursom szopkami krakowskimi zainteresowały się liczne instytucje i prywatni kolekcjonerzy. Jako prezenty otrzymali je m.in. premier Indii Jawaharlal Nehru, prezydent Włoch Giuseppe Saragat, prezydent Francji Charles de Gaulle, prezydent Czechosłowacji generał Ludvik Svoboda i marszałek Związku Radzieckiego Klimient Woroszyłow. Jedna z krakowskich szopek pływała po morzach i oceanach na statku „Kraków”.